# Loretta McNeil
Loretta McNeil (* 10. Januar 1907 in New York City; † 24. Februar 1988 in San Mateo, Kalifornien) war eine US-amerikanische Sprinterin.
Bei den Olympischen Spielen 1928 in Amsterdam gewann sie die Mannschafts-Silbermedaille in der 4-mal-100-Meter-Staffel zusammen mit ihren Teamkolleginnen Mary Washburn, Jessie Cross und Betty Robinson hinter dem Team aus Kanada und vor der Staffel aus Deutschland. 